# Giulio Terzi Di Sant'Agata
Giulio Terzi di Sant'Agata es un diplomático italiano.

## Biografía
Fue titular desde el 16 de noviembre de 2011 del Ministerio de Asuntos Exteriores de su país en el gobierno técnico liderado por Mario Monti. 
Fue embajador en Washington y entre 2008 y 2009 representante permanente ante las Naciones Unidas.